# I̊
Cette page contient des caractères spéciaux ou non latins. S’ils s’affichent mal (▯, ?, etc.), consultez la page d’aide Unicode.
I̊ (minuscule : i̊), appelé I rond en chef, est une lettre utilisée dans la romanisation du turc ottoman de l’Encyclopædia of Islam et dans une grammaire du letton de 1885.
Elle est formée de la lettre I diacritée d’un rond en chef.

## Utilisation
La romanisation de l’écriture arabe de l’Encyclopædia of Islam utilise le i rond en chef ‹ i̊ › pour transcrire la voyelle fermée postérieure non arrondie /ɯ/, écrite i sans point ‹ ı › en turc.
Wilhelm Spitta utilise ‹ i̊ › dans sa grammaire d’arabe égyptien pour transcrire une semi-voyelle,.

## Représentations informatiques
Le I rond en chef peut être représente avec les caractères Unicode suivants :
- décomposé (latin de base, diacritiques) :

| formes    | représentations | chaînes de caractères | points de code | descriptions                                       |
| --------- | --------------- | --------------------- | -------------- | -------------------------------------------------- |
| majuscule | I̊               | I◌̊                    | U+0049 U+030A  | lettre majuscule latine i diacritique rond en chef |
| minuscule | i̊               | i◌̊                    | U+0069 U+030A  | lettre minuscule latine i diacritique rond en chef |